# Mädchenpensionat (Werefkin)
Mädchenpensionat ist der Titel eines Gemäldes, das die russische Künstlerin Marianne von Werefkin malte. Das Werk gehört zum Bestand der Fondazione Marianne Werefkin in Ascona.

## Technik, Maße und Datierung
Bei der Darstellung handelt es sich um eine Temperamalerei auf Karton, 55 × 73,5 cm im Breitformat, um 1907.

## Ikonografie
Dargestellt ist eine Situation in der Aula eines Mädchenpensionats. Der Raum ist charakterisiert durch ein großes, leicht hochrechteckiges Fenster, das durch neun, nahezu quadratische Scheiben unterteilt ist. Durch diese schaut man in eine relativ dunkle Landschaft mit mehreren Bäumen.
Das Fenster wird von einer Bordüre umrahmt, die kurz unterhalb der Mitte des Fensters rechtwinklig nach links und rechts an der Wand weiter geführt wird. Darunter wird sie von einer weiteren, jedoch mit einem einfachen Ornament verzierten Bordüre, begleitet.
Der Saal verfügt über eine Reihenbestuhlung in hintereinander gestellten Reihen gemäß einem Vortragsraum. In ihnen haben mehr als ein Dutzend Schülerinnen des Instituts ihre Sitzplätze gefunden. Sie gehören dem Backfisch-Alter an und tragen relativ kurze Frisuren.
In den hinteren Reihen sitzen Mädchen in langen Kleidern von gräulicher Farbe, in der ersten Reihe jedoch sind sie weiß. Von dieser etwas nach vorne gerückt, ist ein Bugholzstuhl mit Rücken- und Armlehne, der aus den Werkstätten der Gebrüder Thonet stammen könnte. Auf ihm sitzt dunkel gekleidet eine ältere Dame, eine Respektsperson mit blaugrauen Haaren. Eine deutliche „Gesichtszeichnung“ markiert ihr Antlitz. Bei manchen Mädchen ist dieses nur angedeutet. Die sitzende Frau trägt ein dunkelblaues Kleid mit dunklen Stehkragen und einer weißen Halskrause. Ein Cape bedeckt die Schultern. An den Händen trägt sie weiße Glacéhandschuhe.
Die beiden Mädchen ganz links in der ersten Sitzreihe sind gestikulierend in ein lebendiges Gespräch vertieft. Rechts von ihnen richten sich drei Mädchen mit Körperwendung und Blickrichtung an die im Bugholzstuhl sitzende vornehme Dame.

## Ergebnis
Alle Personen sind mit Blickrichtung und Körperhaltung nach vorne, zum linken Bildrand, möglicherweise auf eine Bühne ausgerichtet. Sie, das Publikum, sind informiert, ob die Rektorin des Instituts, ein Redner oder ein Sänger auftreten wird. Der Bildbetrachter jedoch erhält keinen einzigen Hinweis von der Malerin, was ihn von dort her erwarten könnte. Es handelt sich um eine völlig andere Situation als z. B. in Werefkins Zirkusbild, wo jedem klar ist, dass ihm Darbietungen mit Tieren, Artisten oder Clowns geboten werden.